# Orobanche kashmirica
Orobanche kashmirica är en snyltrotsväxtart som beskrevs av C. B. Cl. och Joseph Dalton Hooker. Orobanche kashmirica ingår i släktet snyltrötter, och familjen snyltrotsväxter. Inga underarter finns listade i Catalogue of Life.